# Forum des Halles
El Forum des Halles (renombrado Westfield Forum des Halles en 2019) es un centro comercial situado en los Halles, el antiguo mercado central de París (Francia). En 2017, el Forum des Halles fue el tercer centro comercial más visitado de Francia, con 33.9 millones de visitantes.

## Historia

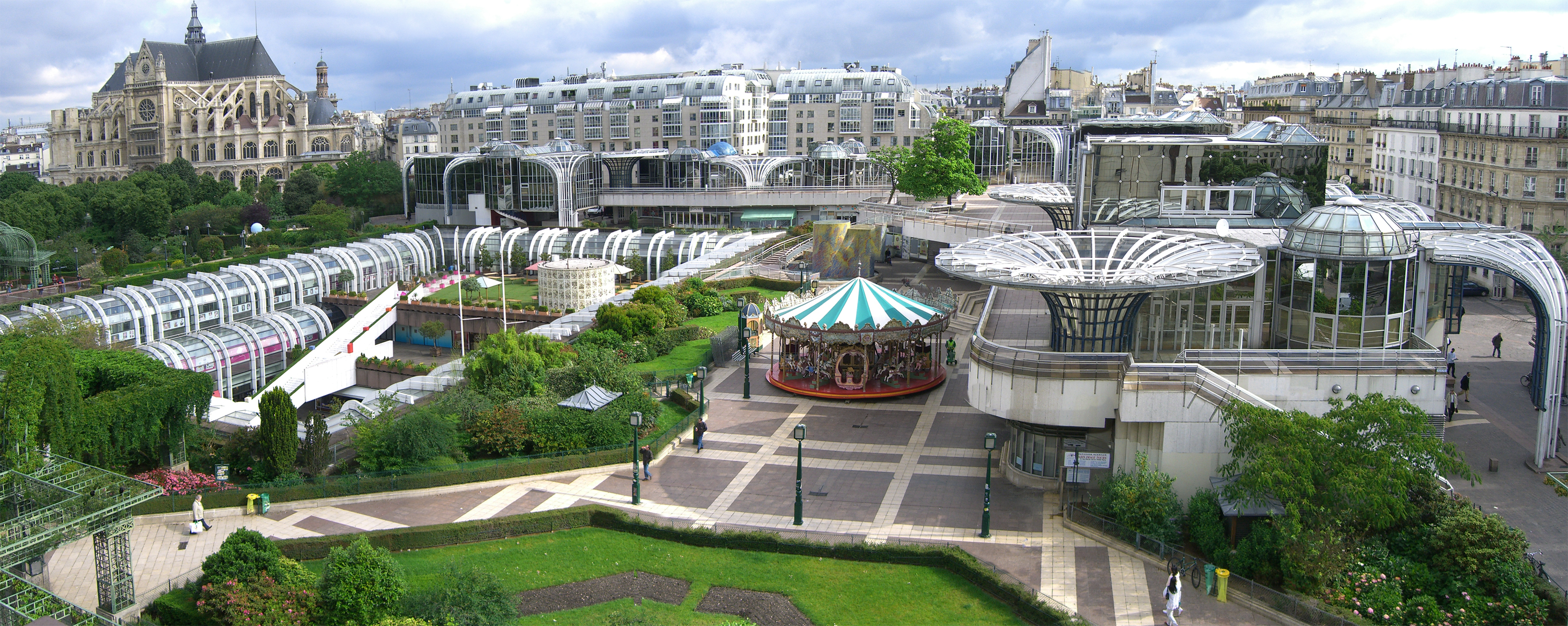
El Forum des Halles en 2007.

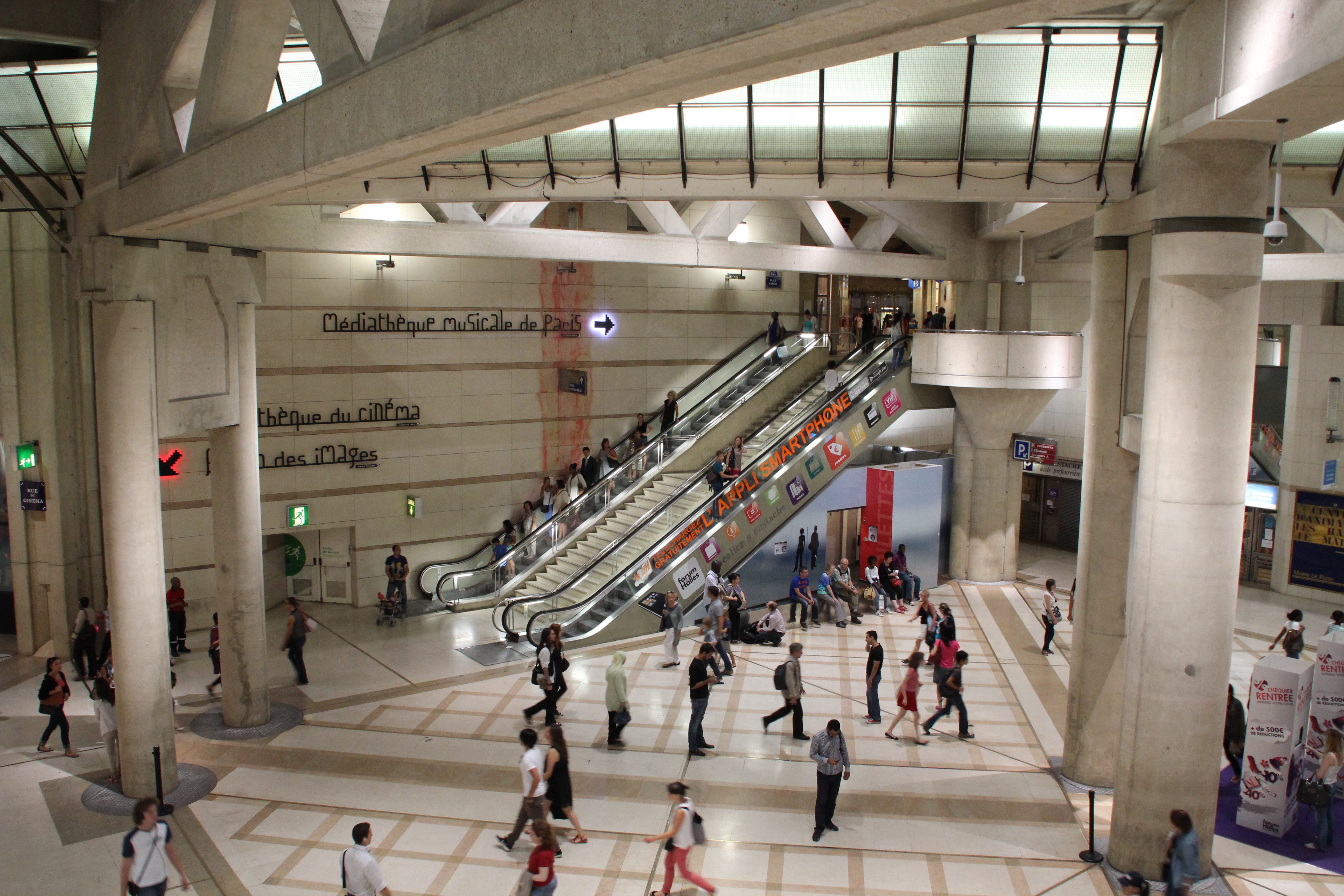
La Place Carrée en 2012.

Plano de Les Halles en la actualidad.

A mediados del siglo xix, Victor Baltard construyó doce pabellones en el emplazamiento de los Halles de París. El mercado central de venta al por mayor se trasladó a Rungis a finales de la década de 1960 y los pabellones Baltard fueron destruidos, dejando un «agujero» en el centro de París durante varios años. Entonces se construyó el Forum, inaugurado en 1979, sobre el principal nodo del RER y del Metro de París. En la década de 2010, el complejo fue reconcebido y renovado totalmente, teniendo como principal innovación arquitectónica su cubierta de vidrio y metal, llamada La Canopée (literalmente, «el dosel»).

### El Forum original
El traslado del mercado al por mayor de los Halles a Rungis y La Villette fue decidido el 14 de marzo de 1960 por Michel Debré, entonces primer ministro de Francia. Este traslado permitió concebir una ambiciosa operación urbanística en el corazón de la capital para revitalizar el centro de la margen derecha. Se tomó una importante decisión: la creación de una verdadera ciudad subterránea ligada al transporte público, que contendría equipamientos comerciales, culturales, deportivos y de ocio. Esta orientación fue confirmada por la decisión gubernamental de instalar allí el punto central de interconexión del RER, situado a más de 20 metros bajo tierra.
Durante el verano de 1971, la demolición de los Halles Baltard se consideró necesaria para crear, a cielo abierto, la estación subterránea del RER. El espacio vacío dejado en la parte oeste del complejo recibió rápidamente el apodo de Trou des Halles («agujero de Les Halles»). En el cine, el sitio sirvió:
- a la transposición de las aventuras de Buffalo Bill, del general Custer y de los indios en No tocar a la mujer blanca, interpretada por Marcello Mastroianni y Philippe Noiret.
- Se puede apreciar también en Les Gaspards, que tiene como tema las grandes obras de esta época.
- Le locataire de Roman Polanski.
- Le Tueur de Denys de La Patellière.

En 1972 se creó la Société d’Économie Mixte d'Aménagement des Halles (SEMAH), bajo la dirección técnica de Bernard Pilon, con el objetivo de llevar a cabo las obras de renovación. En asociación con Serete-Aménagement (convertida en Espace Expansion), la SEMAH definió las líneas generales del Forum con la ayuda de los arquitectos Claude Vasconi y Georges Pencreac'h. Su arquitectura estaba limitada por el espacio disponible entre la estación del RER y la superficie, y por el respeto a una trama estructural fija de 11.313 x 16.000 m.
La inauguración tuvo lugar el 4 de septiembre de 1979, en presencia de Jacques Chirac, el entonces alcalde de París. Ciento noventa marcas se instalaron en sus 43 000 m² repartidos en cuatro plantas. En total, este primer lote comprende 70 000 m², a los cuales hay que añadir 50 000 m² de aparcamientos.

### Rehabilitación del Forum

Logo del centro comercial desde septiembre de 2019.

Treinta años después de su inauguración, la imagen del Forum des Halles estaba lejos de ser positiva (tráfico de droga, inseguridad, defectos de construcción, etc.). En 2002, el Ayuntamiento de París decidió emprender la renovación del barrio de Les Halles e inició los trámites de consulta pública. Se puso el acento en la seguridad, la luminosidad y la comodidad de los visitantes.

#### El concurso de 2004
Se escogieron cuatro equipos para que presentaran sus propuestas:
- El proyecto de Rem Koolhaas pretendía hacer de Les Halles «un lugar espectacular», con un campo de grandes grúas de vidrio de colores como «botellas de perfume», que podrían «recordar a los antiguos mercados de alimentos». Algunas de estas grúas, que albergarían a oficinas o instituciones, hundirían sus «raíces» hasta los niveles inferiores del Forum.
- El proyecto de David Mangin, que sería el seleccionado finalmente, contemplaba la construcción de un cuadrado de 9 metros de altura y 145 metros de lado, cubierto por un techo a casetones revestidos de cobre patinado, vidrio o calados.
- El proyecto de Winy Maas tenía como objetivo «hacer entrar la luz» en los espacios subterráneos gracias a un proyecto de «vidrieras». Los espacios estarían «abiertos al máximo, sustituyendo el suelo por placas transparentes o translúcidas desde donde se pudiera contemplar el mundo de abajo». Las losas, que debían ocupar el 40 % de la superficie, se alternarían con jardines. Se trataba de crear una gran vidriera sobre la superficie del Forum y del jardín. Con este suelo translúcido, el arquitecto pretendía hacer entrar la luz al subsuelo, espacio dedicado a los comercios y al transporte. Por la noche, sucedería justo lo contrario: del suelo brotarían rayos de luz de colores para poner en valor el corazón de París. La gigantesca vidriera debía estar salpicada por pasarelas, árboles, jardines y césped. Según este proyecto, la sala de intercambio y los andenes del RER estarían iluminados por una verdadera «catedral» perforada desde la superficie, ofreciendo también una gran legibilidad.
- El proyecto de Jean Nouvel contemplaba jardines en todos los niveles, con 7 hectáreas en total, especialmente sobre el techo de un edificio principal que se construiría en lugar de las estructuras con forma de paraguas del Forum original: «un jardín onírico sobre los techos parisinos», según el arquitecto, desde donde se podría «dialogar» con los otros monumentos de París. A su alrededor se construirían otros edificios, dedicados al mercado, a los niños, al arte, etc.

#### Las obras de rehabilitación

Las obras del Forum en abril de 2016.

La Canopée del Forum des Halles.

El Forum des Halles desde la iglesia de San Eustaquio.

El proyecto de David Mangin fue el escogido pero con varias modificaciones. Así, en el proyecto de 2004 estaba previsto que se hicieran visibles los raíles por debajo de la sala de intercambio. David Mangin propuso un gran tragaluz excavado en la superficie, que terminaría en el nivel –3, por encima de la sala de intercambio del RER, y sería iluminado por una plaza acristalada. El suelo de la sala de intercambio sería perforado en su parte central, y los andenes se verían desde un balcón y desde una pasarela central que los atravesaba por arriba. Ese tragaluz fue finalmente descartado, provocando la insatisfacción de las asociaciones de residentes. Además, la parte sobre el terreno de Les Halles (los pabellones Willerval) fue sustituida por un edificio con formas curvas de inspiración vegetal, La Canopée, un término usado habitualmente en francés para designar la parte superior de los bosques, que está en contacto directo con la atmósfera libre y los rayos del sol. Esta Canopée es distinta del edificio contemplado en el marco del concurso de 2004 para el Carreau des Halles y fue objeto en 2007 de un concurso internacional propio, ganado por unanimidad por los arquitectos Patrick Berger y Jacques Anziutti.
El Ayuntamiento de París, bajo la dirección del alcalde Bertrand Delanoë, decidió acometer una ambiciosa renovación del barrio: inicialmente se estimaba que las obras durarían seis años y costarían 760 millones de euros. A finales de 2010, el coste de la renovación se elevó a 802 millones de euros. El proyecto suscitó diferentes críticas, y las asociaciones denunciaron las condiciones de subvención al concesionario privado. En lo concerniente a la inversión, un tercio de la operación fue financiado por el concesionario, que aportó 238 millones de euros. El acuerdo incluía el pago por el concesionario de una cantidad adicional, estimada en 30 millones de euros en la hipótesis base y que podía elevarse hasta 50 millones de euros en caso de coyuntura favorable, que permitiría al Ayuntamiento compartir los beneficios del centro comercial una vez que la operación se hubiera completado.
La Canopée, una estructura de vidrio y acero construida bajo la dirección de Vinci por las empresas Castel et Fromaget, Viry, Barbot y ACML (pertenecientes al grupo Fayat), alcanza los 14 metros de altura, cubre un patio central y acoge en sus alas un conservatorio municipal, un centro cultural, una mediateca y un taller de arte amateur. Fue inaugurada el 5 de abril de 2016. Para permitir su construcción, se derribaron los pabellones Willerval, que databan de la década de 1980, y se trasladaron varias instalaciones (como la escultura de mármol Pyegemalion, obra del argentino Julio Silva). Además, la piscina Suzanne-Berlioux cerró en septiembre de 2012. El coste de la Canopée se estimó en 216 millones de euros, es decir, el 27 % del total de la renovación. El nuevo Forum y la Canopée se abren al oeste hacia el Jardin Nelson-Mandela.
El 13 de septiembre de 2019, el Forum des Halles recibió el nombre de Westfield Forum des Halles, según la voluntad de su propietario, el grupo Unibail-Rodamco-Westfield.